# Antonio Pérez (filosofo)
Antonio Pérez (Puente la Reina, 19 marzo 1599 – Corral de Almaguer, 2 marzo 1649) è stato un teologo, filosofo e gesuita spagnolo.

## Biografia
Nato a Puente la Reina in Navarra nel 1599, entrò nella Compagnia di Gesù a Pamplona il 13 marzo 1613 e iniziò il noviziato presso il seminario di Villagarcía de Campos, presso Valladolid. Frequentò il triennio filosofico a Medina del Campo (1615-1618) e studiò teologia a Salamanca sotto l’autorità di Pedro Hurtado de Mendoza, Benito de Robles, Valentin de Herice e Bernabé de Matute. Sotto la direzione di quest’ultimo difese le sue prime tesi di teologia il 30 novembre 1621. Prima di iniziare la carriera accademica, si dedicò all’attività missionaria in Castiglia e difese il suo acto menore il suo acto mayor di teologia tra il 1623 e il 1624.
Dal 1625 al 1628 iniziò a insegnare filosofia al Collegio San Ambrosio di Valladolid. Di tale insegnamento rimangono oggi solo due copie delle Disputationes in octo libros physicorum Aristotelis, una delle quali è conservata presso l’Archivio della Pontificia Università Gregoriana.
Nel triennio 1628-1631, Pérez tornò all’Università di Salamanca, dove gli venne assegnata la terza cattedra di teologia. Di quell’insegnamento ci rimane, tra le altre, copia dell’opera manoscritta Ad quaestionem 14 primae partis S. Thomae disputationum de scientia Dei, presente anche nell’Archivio della Pontificia Università Gregoriana. L’opera risale probabilmente al corso tenuto nel 1630. Si tratterebbe, dunque, di un’opera giovanile che i discepoli di Pérez, tra i quali Martin de Esparza Artieda, ritennero meritevole di dare alle stampe all’interno del primo volume degli scritti postumi di Pérez, intitolati Opus posthumum.
Dopo il triennio di docenza a Salamanca, Pérez rimase per tre anni a Valladolid per tornare nuovamente a Salamanca per circa sette anni dal 1634 al 1641, prima di sostituire il celebre Juan de Lugo, divenuto cardinale, sulla cattedra di theologia scholastica al Collegio Romano, presso il quale rimarrà dall’autunno 1641 fino al 1648, quando verrà sostituito – ufficialmente, a causa dell’oscurità delle sue lezioni – dal suo allievo Martin de Esparza e rimandato in Spagna dove morirà in solitudine il 2 marzo 1649.

## Opere
- In primam partem D. Thomae tractatus V. Opus posthumum, Roma, typ. Angelo Bernabò dal Verme, 1656. URL consultato il 17 novembre 2023.
- Tractatus de Iustitia et Iure, de Restitutione et Poenitentia, Roma, ex typographia Varesij, 1668. URL consultato il 17 novembre 2023.
- In Secundam et Tertiam partem D. Thomae Tractatus VI, Lione, typ. Laurentii Arnaud et Petri Borde, 1669. URL consultato il 17 novembre 2023.